# Lodares (Medinaceli)
Lodares, también conocido como Lodares de Medinaceli, es una localidad española del municipio de Medinaceli, perteneciente a la provincia de Soria, en la comunidad autónoma de Castilla y León.

## Ubicación
Lodares está a escasa distancia de la A-2. Pertenece al partido judicial de Almazán, a la comarca de Arcos de Jalón y al municipio de Medinaceli.

## Historia
A mediados del siglo XIX, el lugar, ya por entonces perteneciente a Medinaceli, contaba con unas 30 casas. La localidad aparece descrita en el décimo volumen del Diccionario geográfico-estadístico-histórico de España y sus posesiones de Ultramar de Pascual Madoz de la siguiente manera:

LODARES: barrio de la v. de Medinaceli, cab. del part. jud. de su nombre en la prov. de Soria: sit. al E. de dicha v. á la dist. de 1/2 leg. en la carretera de Madrid á Zaragoza, á la márg. izq. del r. Jalon; tiene 30 casas y una pequeña igl. ó mas bien ermita dedicada á Ntra. Sra. de la O.: en este barrio se encuentra una parada de postas y diligencias; y los conductores de la correspondencia, entregan y toman la de la estafeta de Medina. pobl., cap. prod., imp. y contr. con la matriz. (V.)
(Madoz, 1847, p. 321)